# Cheldon
Cheldon är en by i civil parish Chulmleigh, i distriktet North Devon, i grevskapet Devon i England. Byn är belägen 12 km från South Molton. Cheldon var en civil parish fram till 1986 när blev den en del av Chulmleigh. Civil parish hade 32 invånare år 1961. Byn nämndes i Domedagsboken (Domesday Book) år 1086, och kallades då Cadeldone/Cheledone/Cha(d)eledona.